# Montperreux
Montperreux és un municipi francès situat al departament del Doubs i a la regió de Borgonya - Franc Comtat. L'any 2007 tenia 767 habitants.

## Demografia

### Població
El 2007 la població de fet de Montperreux era de 767 persones. Hi havia 269 famílies de les quals 50 eren unipersonals (25 homes vivint sols i 25 dones vivint soles), 87 parelles sense fills, 124 parelles amb fills i 8 famílies monoparentals amb fills.
La població ha evolucionat segons el següent gràfic:
Habitants censats

### Habitatges
El 2007 hi havia 515 habitatges, 276 eren l'habitatge principal de la família, 216 eren segones residències i 23 estaven desocupats. 396 eren cases i 118 eren apartaments. Dels 276 habitatges principals, 224 estaven ocupats pels seus propietaris, 41 estaven llogats i ocupats pels llogaters i 11 estaven cedits a títol gratuït; 4 tenien una cambra, 14 en tenien dues, 27 en tenien tres, 61 en tenien quatre i 170 en tenien cinc o més. 261 habitatges disposaven pel capbaix d'una plaça de pàrquing. A 95 habitatges hi havia un automòbil i a 170 n'hi havia dos o més.

### Piràmide de població
La piràmide de població per edats i sexe el 2009 era:
| Homes | Edats   | Dones |
| ----- | ------- | ----- |
| 0     | 95 o +  | 0     |
| 0     | 90 a 94 | 0     |
| 0     | 85 a 89 | 0     |
| 0     | 80 a 84 | 0     |
| 0     | 75 a 79 | 4     |
| 20    | 70 a 74 | 24    |
| 24    | 65 a 69 | 24    |
| 8     | 60 a 64 | 12    |
| 8     | 55 a 59 | 4     |
| 20    | 50 a 54 | 12    |
| 16    | 45 a 49 | 12    |
| 12    | 40 a 44 | 16    |
| 44    | 35 a 39 | 24    |
| 40    | 30 a 34 | 48    |
| 12    | 25 a 29 | 12    |
| 12    | 20 a 24 | 8     |
| 13    | 15 a 19 | 8     |
| 24    | 10 a 14 | 28    |
| 44    | 5 a 9   | 24    |
| 16    | 0 a 4   | 24    |

## Economia
El 2007 la població en edat de treballar era de 473 persones, 371 eren actives i 102 eren inactives. De les 371 persones actives 337 estaven ocupades (187 homes i 150 dones) i 33 estaven aturades (11 homes i 22 dones). De les 102 persones inactives 24 estaven jubilades, 43 estaven estudiant i 35 estaven classificades com a «altres inactius».

### Ingressos
El 2009 a Montperreux hi havia 286 unitats fiscals que integraven 778,5 persones, la mediana anual d'ingressos fiscals per persona era de 24.660 €.

### Activitats econòmiques
Dels 12 establiments que hi havia el 2007, 1 era d'una empresa de construcció, 1 d'una empresa de comerç i reparació d'automòbils, 5 d'empreses d'hostatgeria i restauració, 2 d'empreses immobiliàries, 2 d'empreses de serveis i 1 d'una entitat de l'administració pública.
Dels 4 establiments de servei als particulars que hi havia el 2009, 1 era una fusteria i 3 restaurants.
L'únic establiment comercial que hi havia el 2009 era una botiga de mobles.
L'any 2000 a Montperreux hi havia 4 explotacions agrícoles que ocupaven un total de 348 hectàrees.

## Poblacions més properes
El següent diagrama mostra les poblacions més properes.